# Playa de las Higuericas (Pilar de la Horadada)
La playa de las Villas-Higuericas es una playa de arena perteneciente a Torre de la Horadada en la provincia de Alicante (España).
Esta playa limita al norte con la Playa del Puerto y al sur con la Playa del Mojón, ambas del mismo municipio y tiene una longitud de 1.405 m, con una amplitud de 80 m.
Se sitúa en un entorno urbano, disponiendo de acceso por calle. Cuenta con paseo marítimo y aparcamiento delimitado. Es una playa balizada.
Las Villas-Higuericas son el escenario utilizado por el ayuntamiento para organizar conciertos y fiestas juveniles como la ‘’Luna de Agosto’’
- Esta playa cuenta con el distintivo de Bandera Azul desde 1994